# 汪任
汪任（1515年—？），字子仁，直隸徽州府祁門縣人，民籍，明朝政治人物。

## 生平
嘉靖十九年（1540年）庚子科應天府鄉試第六十九名舉人。嘉靖二十三年（1544年）中式甲辰科進士。官大理寺評事，卒于官。

## 家族
曾祖汪宏道；祖父汪汝洪；父汪介，母謝氏。具庆下。兄汪伻。弟汪侔。